# Pergamentmakulatur
Pergamentmakulatur refererer til brugen af middelalderlige pergamenthåndskrifter til bogfremstilling.
Makulatur (af lat. makulare: plette) er kasseret trykpapir, papir af trykte bøger, benyttet blot som papir;
derfor kan udtrykket makulatur også anvendes om værdiløse bøger.
- Bogbind med pergamentmakulatur
- Folder (ty. 'Aktendeckel', aktomslag. 1400-tallet)
- Bogbind fra 1600-tallet med pergamentmakulatur
- Indbinding fra 1811 med marmoreret papir og pergamentmakulatur fra et middelalderligt manuskript
- Pergamentmakulatur fra inderomslaget på en 'lænket bog' fra 1400-tallet
- En side fra 1300-tals graduale benyttet til indbinding af Friederich Martens: Hispanische Reise Beschreibung De Anno 1671.